# Оскар Куріо
Оскар Куріо (нім. Oskar Curio; 28 лютого 1918, Альгерміссен — 9 серпня 1981, Кельн) — німецький офіцер-підводник, капітан-лейтенант крігсмаріне.

## Біографія
3 квітня 1937 року вступив на флот. З травня 1941 року — 1-й вахтовий офіцер на підводному човні U-373. В лютому-травні 1942 року пройшов курс командира човна. З 5 травня по 22 листопада 1942 року — командир U-80, з 10 грудня 1942 по 12 липня 1944 року — U-952, на якому здійснив 5 походів (разом 197 днів у морі). В серпні-вересні 1944 року знаходився в розпорядженні 2-го навчального дивізіону підводних човнів. З 9 грудня 1944 по 23 квітня 1945 року — командир U-2528, 24-30 квітня — U-1025.
Всього за час бойових дій потопив 3 кораблі загальною водотоннажністю 14 299 тонн і пошкодив 1 корабель водотоннажністю 7176 тонн.
| Дата            | Назва корабля                      | Тип               | Тоннаж | Вантаж                                                               | Екіпаж | Загинули | Країна             | Конвой |
| --------------- | ---------------------------------- | ----------------- | ------ | -------------------------------------------------------------------- | ------ | -------- | ------------------ | ------ |
| 21 вересня 1943 | HMS Polyanthus (K47)               | Корвет            | 925    |                                                                      | 86     | 85       | Британська імперія | ON-202 |
| 23 вересня 1943 | Steel Voyager                      | Торговий пароплав | 6,198  | Баласт (2500 тонн піску)                                             | 66     | 0        | США                | ON-202 |
| 23 вересня 1943 | James Gordon Bennett (пошкоджений) | Торговий пароплав | 7,176  |                                                                      | ?      | 0        | США                | ON-202 |
| 10 березня 1944 | William B. Woods                   | Торговий пароплав | 7,176  | 2115 тонн генеральних вантажів, боєприпасів і військового транспорту | 478    | 52       | США                |        |

## Звання
- Кандидат в офіцери (3 квітня 1937)
- Морський кадет (21 вересня 1937)
- Фенріх-цур-зее (1 травня 1938)
- Оберфенріх-цур-зее (1 липня 1939)
- Лейтенант-цур-зее (1 серпня 1939)
- Оберлейтенант-цур-зее (1 вересня 1941)
- Капітан-лейтенант (1 січня 1944)

## Нагороди
- Нагрудний знак підводника (21 листопада 1941)
- Залізний хрест
  - 2-го класу (16 січня 1942)
  - 1-го класу (1943)
- Фронтова планка підводника в бронзі